# 蘆葦筆

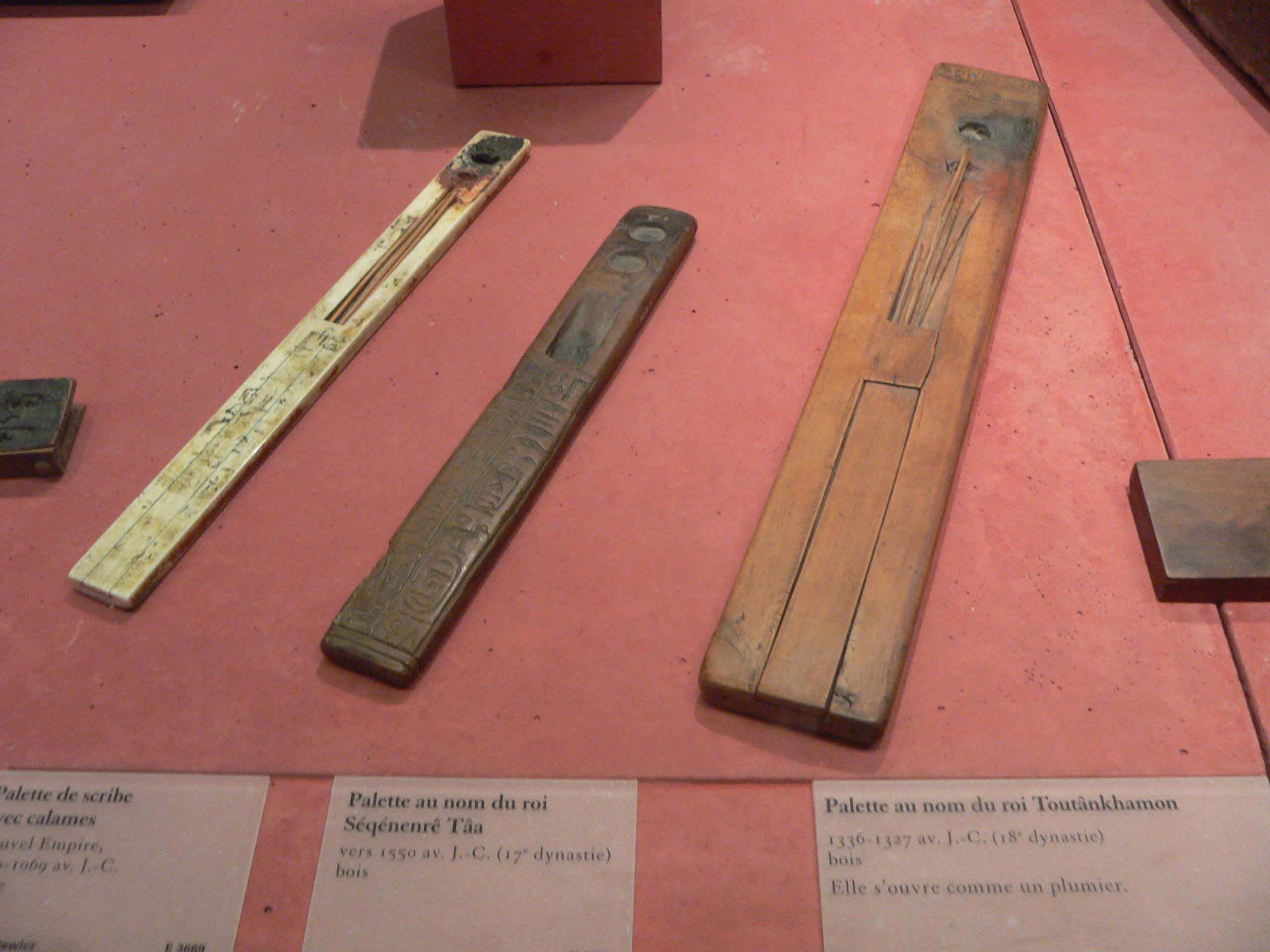
藏于卢浮宫的古埃及芦苇笔

蘆葦筆是用蘆葦作成的書寫工具，是西方書法的一種古老工具，歷史非常悠遠。遠至美索不達米亞時代的楔形文字，就是用蘆葦筆在黏土上寫成的。後來蘇美人將蘆葦筆改良，將書寫的那一端以三個大斜切面削尖，簡易的蘆葦筆大致就成形了。它是後世鵝毛筆和鋼筆的前身。埃及出土的文物中，也有蘆葦筆和裝筆的盒子，表示蘆葦筆不僅用來寫在黏土上，也寫在埃及的莎草紙上。
中世紀有羊皮紙出現之後，蘆葦筆才漸漸地被淘汰。